# Aglantha intermedia
Aglantha intermedia är en nässeldjursart som beskrevs av Bigelow 1909. Aglantha intermedia ingår i släktet Aglantha och familjen Rhopalonematidae. Inga underarter finns listade i Catalogue of Life.